# Tom Jager
Tom Jager (n. 6 octombrie 1964, Collinsville⁠(d), Illinois, SUA) este un înotător american, medaliat olimpic. A participat la 3 ediții ale Jocurilor Olimpice (1984, 1988, 1992) în care a câștigat 5 medalii de aur, o medalie de argint și o medalie de bronz.